# Marian Reutter
Marian Reutter (* 10. Jänner 1734 in Wien; † 21. Oktober 1805 ebenda) war ein österreichischer Zisterzienser und 58. Abt des Stiftes Heiligenkreuz.

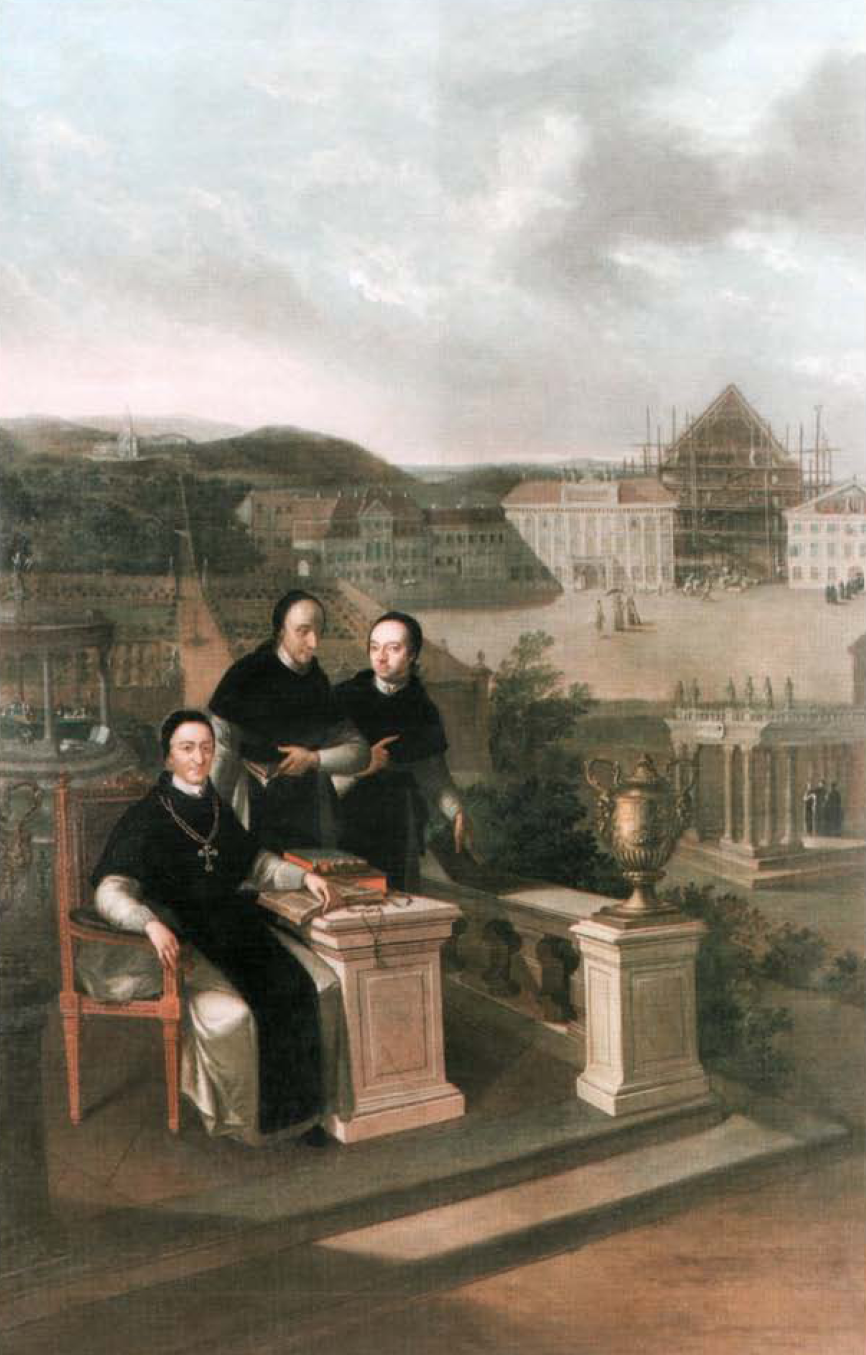
Stephan Dorfmeister: Marian Reuter (sitzend) mit den Lehrern des Lyzeums von Steinamanger (Szombathely); gemalt 1794–95

## Leben
Sein Vater Georg Reutter der Jüngere war Hofkapellmeister am Wiener Hof. Am 2. Juli 1753 legte Marian die Ordensgelübde in Heiligenkreuz ab und feierte am 2. Juli 1757 seine Primiz. Er lehrte zunächst Theologie am Institum Theologicum des Stiftes und wirkte dann als Pfarrverweser; von 1761 bis 1765 in Trumau und von 1771 bis 1776 in Münchendorf. Reutter bekleidete vom September 1776 bis Januar 1778 das Amt des Subpriors und Novizenmeisters und war von 1777 bis 1778 als Bibliothekar tätig. 1778 begann abermals eine Tätigkeit als Pfarrverweser in Münchendorf, dieses Mal für zehn Jahre. Im Mai 1788 wurde er zum Prior des Stiftes ernannt und als Administrator eingesetzt. Nachdem Kaiser Leopold II. nach mehr als dreijähriger Sedisvakanz die Erlaubnis zur Abtwahl gegeben hatte, wurde Marian Reutter am 10. November 1790 gewählt und starb als Abt, Senior und Jubelprofess zu Wien am 21. Oktober 1805. Sein Leichnam wurde ins Stift überführt und im Konventfriedhof beigesetzt.
Der Maler István Dorfmeister porträtierte Reutter am Lyceum in Steinamanger im Jahr 1794.

## Werke
- Panegyricus Divi Evangelistae coram antiqussimae, 1756.
- Lob- und Ehrenrede auf die hl. Jungfrau Maria und Martyrerin Caecilia, 1763.
- Lobrede auf den heiligen Kilianus, Apostel und Martyrer der Franken, 1766.